# Litijev oksid
Litijev oksid (Li2O) anorganski je kemijski spoj litija i kisika. To je bijela krutina. 

## Korist
Litijev oksid se koristi kao topilo u keramičkim glazurama; stvara plavu glazuru s bakrom i ružičastu s kobaltom. Litijev oksid reagira s vodom i parom, stvarajući litijev hidroksid i treba ga izolirati od njih. Može se dodati kao ko-dopant s itrijem u završni premaz od cirkonijeve keramike, bez velikog smanjenja očekivanog vijeka trajanja premaza. Na visokim temperaturama litijev oksid emitira vrlo vidljiv spektralni uzorak, čiji se intenzitet povećava s degradacijom premaza. 
Metalni litij može se dobiti iz litijeva oksida elektrolizom, oslobađajući kisik kao nusprodukt.